# Cathy Brain-Grainger
Cathy Brain-Grainger (Canberra, 20 de septiembre de 1967) es una deportista australiana que compitió en judo. Ganó cuatro medallas en el Campeonato de Oceanía de Judo entre los años 1985 y 1996.

## Palmarés internacional
| Campeonato de Oceanía | Campeonato de Oceanía      | Campeonato de Oceanía | Campeonato de Oceanía |
| Año                   | Lugar                      | Medalla               | Categoría             |
| --------------------- | -------------------------- | --------------------- | --------------------- |
| 1985                  | Auckland (Nueva Zelanda)   | Medalla de oro        | –48 kg                |
| 1992                  | Wellington (Nueva Zelanda) | Medalla de plata      | –52 kg                |
| 1994                  | Sídney (Australia)         | Medalla de oro        | –52 kg                |
| 1996                  | Wellington (Nueva Zelanda) | Medalla de oro        | –52 kg                |